# 阿戈讷地区帕萨旺
阿戈讷地区帕萨旺（法語：Passavant-en-Argonne，法語發音：[pasavɑ̃ ɑ̃.n‿aʁɡɔn]）是法国马恩省的一个市镇，位于该省东部偏北，属于香槟沙隆区。

## 地理
阿戈讷地区帕萨旺（49°1'24"N, 5°0'17"E）面积7.24 平方千米，位于法国大東部大區马恩省，该省份为法国东北部内陆省份，北起阿登省，西北接埃纳省，西南接塞纳-马恩省，南至奥布省，东南接上马恩省，东临默兹省。
与阿戈讷地区帕萨旺接壤的市镇（或旧市镇、城区）包括：阿戈讷地区博略、勒舍曼、埃克莱尔、阿戈讷地区维莱。

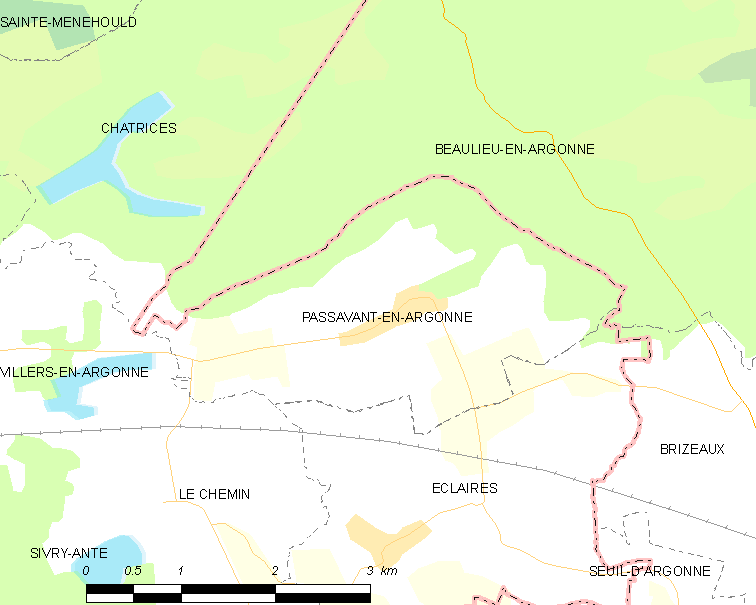
阿戈讷地区帕萨旺的OSM定位图

阿戈讷地区帕萨旺的时区为UTC+01:00、UTC+02:00（夏令时）。

## 行政
阿戈讷地区帕萨旺的邮政编码为51800，INSEE市镇编码为51424。

## 政治
阿戈讷地区帕萨旺所属的省级选区为阿戈讷-叙普-韦勒县。

## 人口

1962-2008年间阿戈讷地区帕萨旺人口变化图示

阿戈讷地区帕萨旺于2022年1月1日时的人口数量为177人。